# Junior Kabananga
Junior Kabananga Kalonji (Kinsasa, Zaire, 4 de abril de 1989) es un futbolista congoleño. Juega de delantero y su equipo es el F. C. Maktaaral de la Liga Premier de Kazajistán.

## Clubes
| Club                          | País           | Año       |
| ----------------------------- | -------------- | --------- |
| F. C. MK Etanchéité           | R. D. Congo    | 2008-2010 |
| R. S. C. Anderlecht           | Bélgica        | 2010-2013 |
| Gereminal Beerschot (cedido)  | Bélgica        | 2011      |
| K. S. V. Roeselare (cedido)   | Bélgica        | 2012-2013 |
| Círculo de Brujas             | Bélgica        | 2013-2015 |
| F. C. Astana                  | Kazajistán     | 2015-2018 |
| Kardemir Karabükspor (cedido) | Turquía        | 2016      |
| Al-Nassr                      | Arabia Saudita | 2018-2019 |
| F. C. Astana (cedido)         | Kazajistán     | 2018-2019 |
| Qatar S. C.                   | Catar          | 2019-2020 |
| Shakhtyor Soligorsk           | Bielorrusia    | 2020      |
| Suzhou Dongwu                 | China          | 2021      |
| C. S. Mioveni                 | Rumania        | 2022-2023 |
| F. C. Maktaaral               | Kazajistán     | 2023-     |

## Palmarés

### Campeonatos nacionales
| Título                      | Club                | País        | Año  |
| --------------------------- | ------------------- | ----------- | ---- |
| Liga Premier de Bielorrusia | Shakhtyor Soligorsk | Bielorrusia | 2020 |